# Гладкие структуры на четырёхмерном евклидовом пространстве
Гладкие структуры на четырёхмерном евклидовом пространстве — примеры гладких многообразий гомеоморфных, но не обязательно диффеоморфных четырёхмерному евклидову пространству.
Четырёхмерное евклидово пространство допускает экзотические гладкие структуры, то есть не диффеоморфные четырёхмерному евклидову пространству.
В размерностях, отличных от 4, экзотических гладких структур на евклидовом пространстве не существует.

## История
Существование таких примеров было доказано в 1982 году Майклом Фридманом и другими.
Доказательство использовало теорему Фридмана о топологических 4-мерных многообразиях, и теорему Саймона Дональдсона о гладких 4-мерных многообразиях.
Существования континуума различных гладких структур на {\displaystyle \mathbb {R} ^{4}} было доказано сначала Клиффордом Таубесом.
До этого существование экзотических гладких структур было известно на сферах, хотя вопрос о существовании таких структур на 4-мерной сфере остаётся открытым (по состоянию на 2016 год).

## Типы
Экзотическую гладкую структуру {\displaystyle \mathbb {R} ^{4}} называется малой, если она диффеоморфна открытому подмножеству стандартом {\displaystyle \mathbb {R} ^{4}}. В противном случае называется большой.